# 田澤湖線
田澤湖線（日语：／ Tazawako sen */?）是一條連結秋田縣大仙市的大曲站至岩手縣盛岡市的盛岡站，屬於東日本旅客鐵道（JR東日本）的鐵路線（地方交通線）。
雖然是地方交通線，但因為承擔東北本線沿線前往秋田方向的需要，因此是重要路線，1996年起停運1年並將軌距改為與新幹線相同的1435毫米標準軌的工程，翌年以迷你新幹線制式的秋田新幹線開通，可以直通東京站。田澤湖線全線單線，可以看到上下行的秋田新幹線「小町」在中途車站與信號場交會的景象。

## 路線資料
- 管轄（事業類別）：東日本旅客鐵道（第一種鐵道事業者）
- 路線距離：大曲站－盛岡站 75.6公里（根據基本計劃。現實以盛岡為起點，盛岡站設有0公里距離標識）
- 站數：18個（包括起終點站）
  - 若只限屬於田澤湖線的車站，排除起終點站（大曲站屬於奧羽本線，盛岡站屬於東北本線[1]）則為16個。
- 信號場數：2
- 軌距：1435毫米
- 複線路段：沒有（全線單線）
- 電氣化路段：全線（交流電50Hz、20,000V）
  - 但是盛岡站新幹線月台附近採用交流電50Hz、25,000V，中性區設於盛岡站構內的東北新幹線、田澤湖線分岔點附近。
- 保安裝置：ATS-P
- 運轉指令所（日语：運転指令所）：秋田綜合指令室（CTC）
- 最高速度：新幹線列車130公里/小時，普通列車110公里/小時
- 最大坡度：25.1‰（赤渕－田澤湖間）

盛岡站－大地澤信號場間由盛岡支社管轄，志度內信號場－大曲站間由秋田支社管轄。

## 歷史
田澤湖線為連接盛岡至大曲的東北地方横斷線，原本是輕便鐵道法中計畫的路線，從東、西兩端開始建設，東、西兩段分別是盛岡至橋場（現在暫時停用（實質已停用））之間的橋場輕便線（はしばけいべんせん），和大曲至生保内（現：田澤湖）之間的生保内輕便線（おぼないけいべんせん）。
1921年橋場輕便線盛岡 - 雫石，和生保内輕便線大曲 - 角館開通。1922年7月15日橋場輕便線雫石至橋場開通，同年9月2日由於輕便鐵道法停用，上述兩線改名為橋場線（はしばせん）與生保内線（おぼないせん）。1923年生保内線全線開通。大正末期計畫貫通全線，便開始調査全通的可能性，可是由於財政緊縮而停止。
在昭和年間，全通的計畫再次開始，在橋場與生保内之間的工程線生橋線開始建造。工程計畫是由鐵道大臣批准興建，當時計畫沿國見溫泉方向經國道46號線仙岩峠舊道（現在於秋田側的廢道）興建。然而，當建至志度内前數十米時，由於當時的中日戰爭進一步惡化而停止興建，1944年橋場線雫石至橋場之間被列為不要不急線停運（實質廢止），路線鋼軌被用於替換磨損的山田線鋼軌。。
戰後為了緩解横黑線（現：北上線）與花輪線運輸狀況，以及連接盛岡、秋田兩市，橋場線與生保内線兩線連接的建設再次開始。連接線的工程名稱為『日本鐵道建設公團工事線生橋線』，戰前的建設計劃被放棄，日本國有鐵道決定在赤渕站附近開始分支，打通「仙岩隧道」建成一條連接至生保內的短絡線，以完成兩線連接，同時恢復雫石與赤渕之間的原橋場線，但該段工程不被視為橋場線恢復，而是作為生橋線的一部分工程進行。而橋場線營運中的盛岡 - 雫石，在生橋線建成後將編入，停運中的雫石 - 赤渕則與新線並存，赤渕 - 橋場則被放棄，但沒有進行正式的廢線手續。
1966年，生橋線赤渕至生保內全線開通，生保内線、生橋線、橋場線合併成一條鐵路線，名為田澤湖線，成為一條地方交通線。1982年東北新幹線延長至盛岡，作為盛岡至秋田之間連絡線，田澤湖線在同年完成電氣化工程建設，完成後新幹線接續特急列車「田澤」開始運行（在電氣化工程中，赤渕至田澤湖之間是以巴士替代服務，為期約一年）。
1987年國鐵分割民營化時，在JR的基本計畫上，把停運中的雫石至橋場之間不是繼續由東日本旅客鐵道繼承，而是由日本國有鐵道清算事業團繼承。
之後，日本開始構思迷你新幹線，鑑於1992年山形新幹線的開通經驗，JR東日本與秋田縣開始計畫東京 - 秋田之間的迷你新幹線，1996年田澤湖線全線停運，把鐵路線軌距改為與新幹線一樣的標準軌距。1997年，秋田新幹線開業，新的新幹線直通特急「小町」開始運行。

### 橋場線
- 1921年（大正10年）6月25日：盛岡與雫石之間 (16.0km) 的橋場輕便線開通，大釜、小岩井、雫石站啟用。
- 1922年（大正11年）
  - 7月15日：雫石至橋場之間 (7.7km) 開通，新設橋場站。
  - 9月2日：路線改名為橋場線。
- 1944年（昭和19年）10月1日：雫石至橋場之間 (-7.7km) 停運，橋場站停運。
- 1964年（昭和39年）9月10日：生橋線雫石至赤渕之間 (6.0km) 開通，新設春木場、赤渕站。

### 生保内線
- 1921年（大正10年）

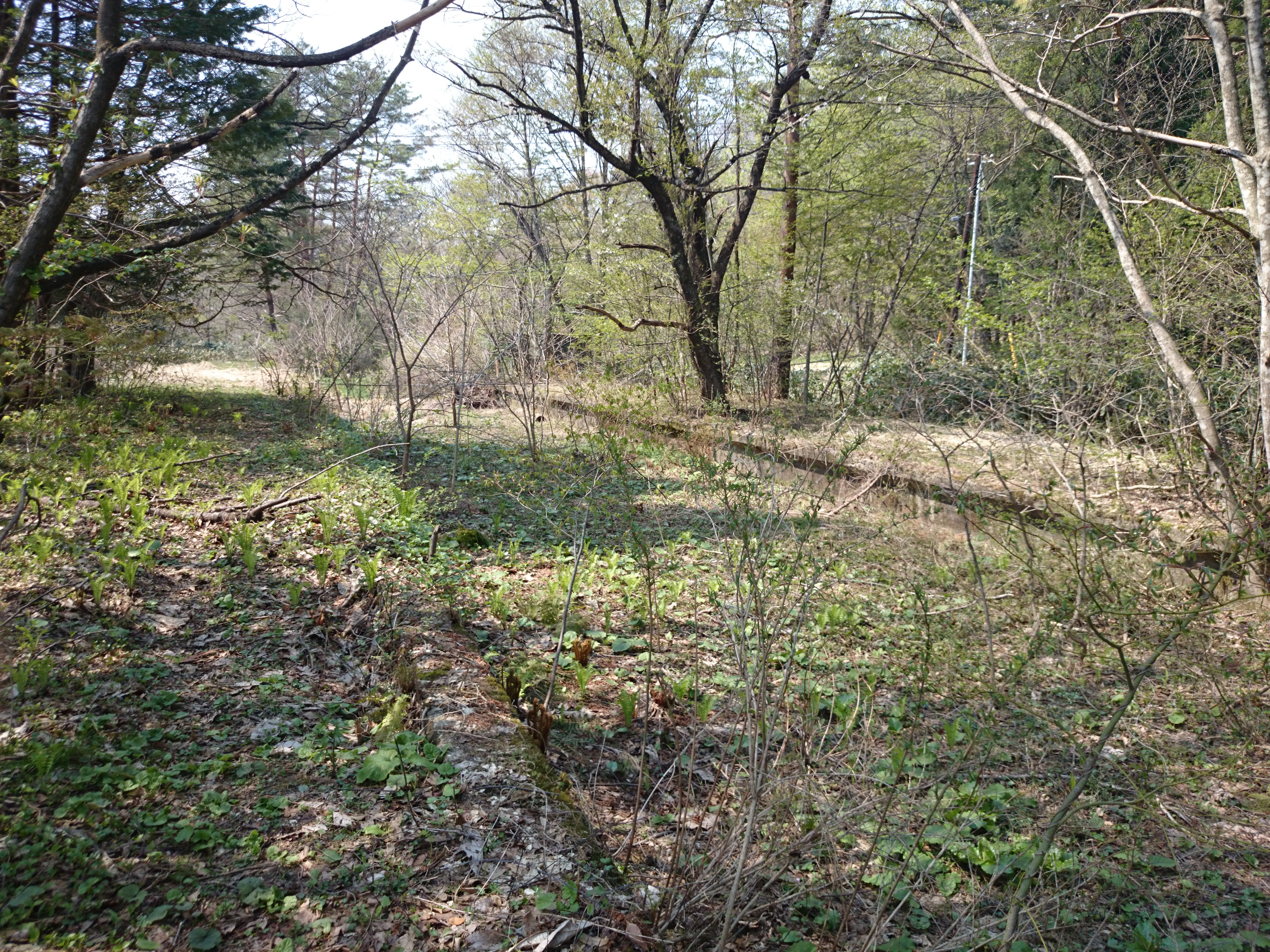
橋場站站台跡

  - 7月30日：大曲至角館之間 (16.8km) 的生保内輕便線開通，新設羽後四屋、羽後長野、角館站。
  - 12月11日：角館至神代之間 (6.0km) 開通，新設神代站。
- 1922年（大正11年）9月2日：路線改名為生保内線。
- 1923年（大正12年）8月31日：神代至生保内間 (12.7km) 開通，新設刺卷、生保内站。
- 1955年（昭和30年）7月10日：新設生田站。
- 1960年（昭和35年）4月1日：新設鑓見内站。
- 1965年（昭和40年）11月21日：新設北大曲、鶯野站。
- 1966年（昭和41年）
  - 10月1日：生保内站改名為田澤湖站。
  - 10月19日：停用日本國鐵C11型蒸氣機車（日语：国鉄C11形蒸気機関車），全線不再使用蒸氣機車。

### 田澤湖線
- 1966年（昭和41年）10月20日：生橋線赤渕至田澤湖之間 (18.1km) 開通，橋場線、生保内線、與生橋線合併為田澤湖線。大地澤、志度内兩個號誌站啟用。
- 1975年（昭和50年）3月2日：電氣化動工。[2]
- 1982年（昭和57年）
  - 4月1日：全線的貨物運輸停止。
  - 11月15日：全線電氣化（交流50Hz・20000V），開行特急「田澤」。
- 1987年（昭和62年）4月1日：隨着國鐵民營化，田澤湖線改由東日本旅客鐵道營運。橋場線雫石至橋場之間由國鐵清算事業團繼承。
- 1991年（平成3年）3月16日：田澤湖線提速，最高速度從95km/h提升至110km/h。[3]
- 1996年（平成8年）3月30日：改軌工程開始，全線停運，由巴士代行。
  - 當時新設直通巴士服務，連接盛岡至大曲之間，由JR巴士東北盛岡分所營運，各站停車站的班次中，盛岡至田澤湖之間由岩手觀光巴士、岩手縣北巴士，田澤湖至大曲之間由羽後交通營運。
  - 有關特急「田澤」的替代服務，由北上線擔當，北上至秋田之間的新幹線接續特急「秋田接力」開始營運。
- 1997年（平成9年）3月22日：全線由1067mm的軌距改為1435mm，全線再次營運，秋田新幹線「小町」開始營運。
- 2021年（令和3年）7月26日：東日本旅客鐵道提交赤渕 - 田澤湖間建設15公里長的「新仙岩隧道」工程計畫，預計縮短秋田新幹線用時7分鐘。[4][5]
- 2023年（令和5年）3月18日：新設前潟站。[6]

## 運輸情況
在國鐵分割民營化時，當時的運輸省提出基本計畫，在鐵道要覽記載了此線的起點為大曲站，盛岡站為終點。由盛岡往大曲、秋田方面為下行，相反方向為上行。

### 長途運輸
此線同時為秋田新幹線的一部分，而東北新幹線有部分列車會直通運行由此線往秋田，列車為「小町」，行走東京 - 秋田之間。在迷你新幹線開始運作後，行車調度就由秋田支社管理。
在秋田新幹線開業之前，1966年田澤湖線全通時開通盛岡 - 秋田的急行「南八幡平」2往復，1968年改名「田澤」，其中1往復延駛仙台。1982年由於東北新幹線開通與田澤湖線電氣化，「田澤」升格為特急列車，並以電氣化列車日本國鐵485系電力動車組運行，行走盛岡與秋田/青森之間間，最多曾每日開行14往復，隨著1996年田澤湖線改為標準軌的工程動工而退出田澤湖線。

### 地域運輸
除了迷你新幹線列車，還有普通列車。岩手縣側，行走盛岡至雫石之間的列車每一至兩小時一班，雫石至赤渕之間的列車極少，每日僅7往復；秋田縣側，而行走角館至大曲之間的列車二至三小時一班，每日僅7往復，田澤湖至大曲每日更僅6往復。在假日中午，來往大曲 - 角館之間的列車會延長至田澤湖。
因需要跨縣的乘客較少及避免與新幹線競爭，所以赤渕與田澤湖之間的普通列車每日只有八班（上行線4班往盛岡、下行線三班往大曲，一班往田澤湖）；全線行走的列車中，每日僅開出3往復班次極少，因此即使是短途旅行，也有很多乘客乘坐秋田新幹線「小町號」。在岩手縣內的車站會更多人使用，客源主要是通勤客與學生，由車站附近的住宅區來往於盛岡都市圈。秋田新幹線開業之前，有奥羽本線横手方面的直通車。

## 使用列車
有關秋田新幹線的列車，請參考秋田新幹線與小町號列車。

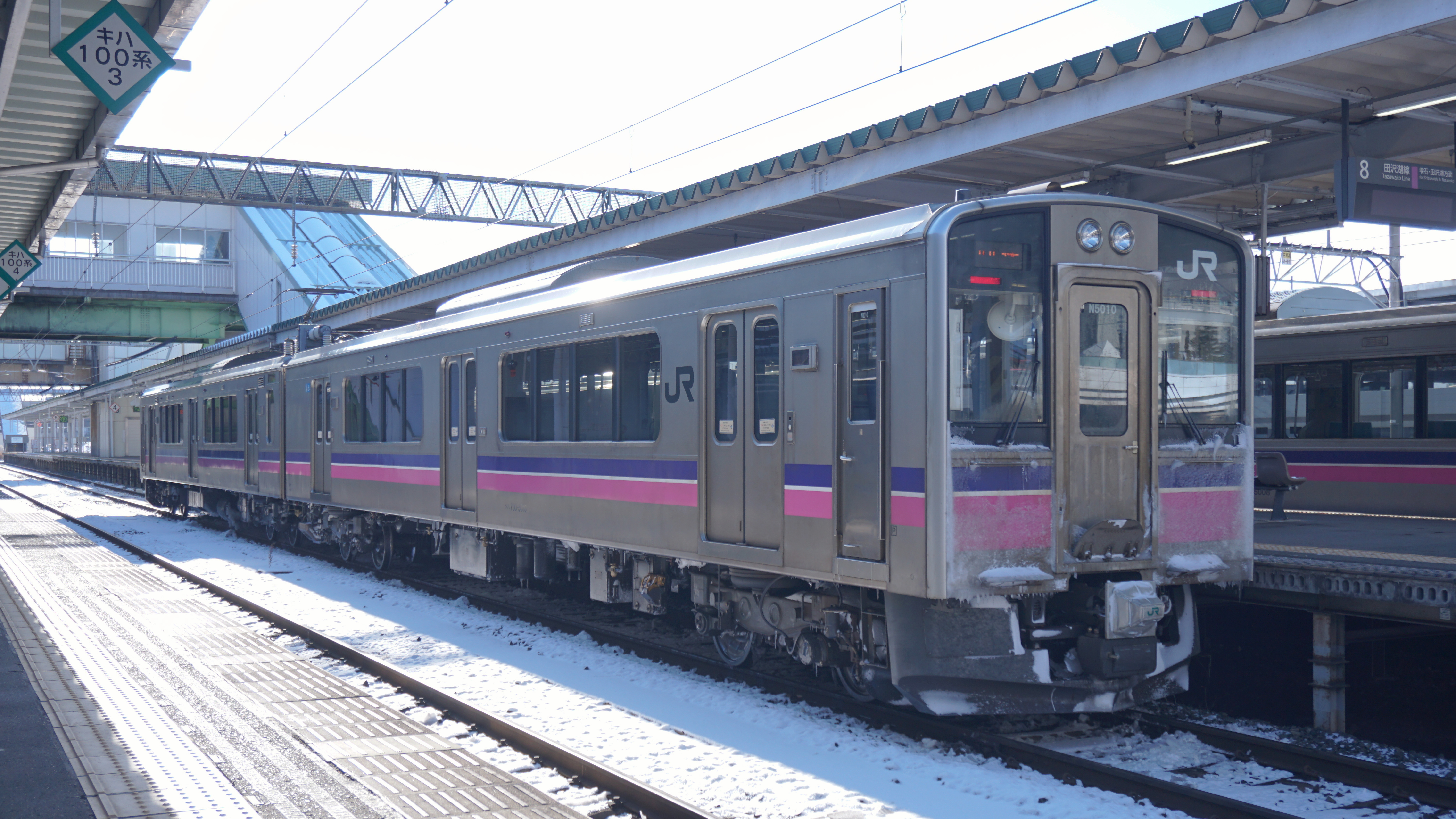
JR东日本701系5000番台电车在盛岡站
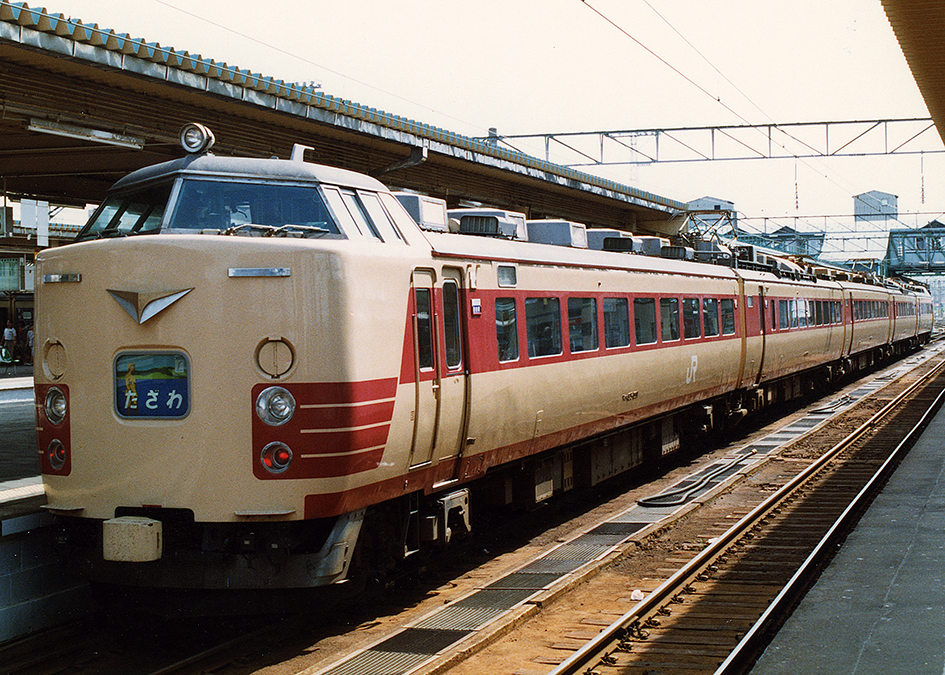
485系電車擔當的田澤號

### 現在使用的列車
專用的JR东日本701系电力动车组（標準軌規範5000番台，屬於秋田車輛中心），用於普通列車。

### 過去使用的列車
- 日本國鐵485系電力動車組 - 特急「田澤」
- 日本國鐵KiHa58系柴聯車（日语：国鉄キハ58系気動車） - 急行「田澤」、普通列車
- 日本國鐵KiHa52型柴聯車（日语：国鉄キハ20系気動車#キハ52形）、KiHa40系柴油動車組 - 普通列車，為了減少電力設備投資，秋田縣認為非特急列車不需要使用電氣化車輛，因此直到1996年改軌前普通列車一直使用柴油動車組。

## 車站列表
- 普通列車停靠所有車站。標有為「小町」停靠站，詳細參見「小町號列車」和「秋田新幹線」。
- 軌道（全線單線） … ◇、∨、∧：可列車交會，｜：不可列車交會

| 中文站名     | 日文站名 | 英文站名 | 站間營業距離 | 累計營業距離 | 接續路線 | 軌道 | 所在地 | 所在地        |
| ------------ | -------- | -------- | ------------ | ------------ | --- | ---- | ------ | ------------- |
| 盛岡         |          |          | -            | 0.0          | 東日本旅客鐵道： 東北新幹線 (東北新幹線、秋田新幹線、北海道新幹線) ■東北本線、■山田線 IGR岩手銀河鐵道：■岩手銀河鐵道線（包括東日本旅客鐵道■花輪線直通列車） | ∨    | 岩手縣 | 盛岡市        |
| 前潟         |          |          | 3.4          | 3.4          | | ◇    | 岩手縣 | 盛岡市        |
| 大釜         |          |          | 2.6          | 6.0          | | ◇    | 岩手縣 | 瀧澤市        |
| 小岩井       |          |          | 4.5          | 10.5         | | ◇    | 岩手縣 | 瀧澤市        |
| 雫石         |          |          | 5.5          | 16.0         | | ◇    | 岩手縣 | 岩手郡 雫石町 |
| 春木場       |          |          | 2.7          | 18.7         | | ｜   | 岩手縣 | 岩手郡 雫石町 |
| 赤渕         |          |          | 3.3          | 22.0         | | ◇    | 岩手縣 | 岩手郡 雫石町 |
| 大地澤信號場 |          | /        | -            | 28.6         | | ◇    |        | 岩手郡 雫石町 |
| 志度內信號場 |          | /        | -            | 34.4         | | ◇    | 秋田縣 | 仙北市        |
| 田澤湖       |          |          | 18.1         | 40.1         | | ◇    | 秋田縣 | 仙北市        |
| 刺卷         |          |          | 4.3          | 44.4         | | ◇    | 秋田縣 | 仙北市        |
| 神代         |          |          | 8.4          | 52.8         | | ◇    | 秋田縣 | 仙北市        |
| 生田         |          |          | 2.5          | 55.3         | | ｜   | 秋田縣 | 仙北市        |
| 角館         |          |          | 3.5          | 58.8         | 秋田內陸縱貫鐵道：■秋田內陸線 | ◇    | 秋田縣 | 仙北市        |
| 鶯野         |          |          | 2.8          | 61.6         | | ｜   | 秋田縣 | 大仙市        |
| 羽後長野     |          |          | 3.0          | 64.6         | | ◇    | 秋田縣 | 大仙市        |
| 鑓見內       |          |          | 3.3          | 67.9         | | ｜   | 秋田縣 | 大仙市        |
| 羽後四屋     |          |          | 2.3          | 70.2         | | ◇    | 秋田縣 | 大仙市        |
| 北大曲       |          |          | 1.8          | 72.0         | | ｜   | 秋田縣 | 大仙市        |
| 大曲         |          |          | 3.6          | 75.6         | 東日本旅客鐵道：■奧羽本線 ( 秋田新幹線) | ∧    | 秋田縣 | 大仙市        |